# Søre Flatholmen
Pour les articles homonymes, voir Flatholmen (homonymie).
Søre Flatholmen, est une île dans le landskap Sunnhordland du comté de Vestland. Elle appartient administrativement à Kvinnherad.

## Géographie
Rocheuse et désertique à l'exception de quelques bosquets en son centre, à fleur d'eau, au nord de Nordre Flatholmen, elle s'étend sur environ 160 m de longueur pour une largeur approximative de 114 m.